# Jüdischer Friedhof (Bodenteich)

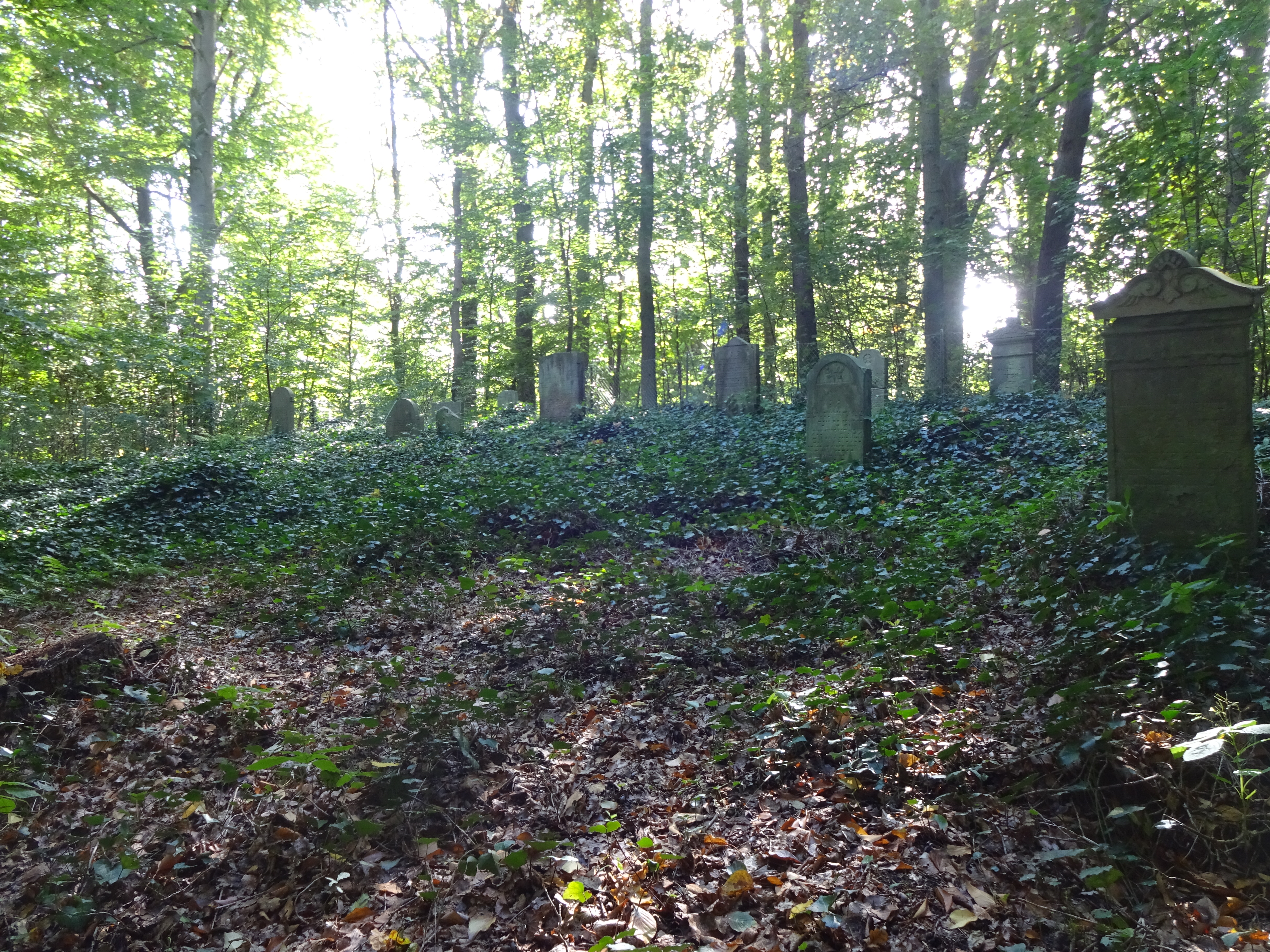
Der jüdische Friedhof in Bad Bodenteich (2021)

Der Jüdische Friedhof Bodenteich befindet sich im Flecken Bad Bodenteich im niedersächsischen Landkreis Uelzen.

## Beschreibung
Auf dem Friedhof am Waldweg etwa 700 nördlich der Kirche sind 13 Grabsteine erhalten. Der älteste Grabstein stammt aus dem Jahr 1803, belegt wurde der Friedhof bis 1905.